# Казоне Карпинели (Лука)
Казоне Карпинели је насеље у Италији у округу Лука, региону Тоскана.
Према процени из 2011. у насељу је живело 125 становника. Насеље се налази на надморској висини од 819 м.